# میمیکس
میمیکس (به انگلیسی: Mimics) یک نرم‌افزار برای پردازش تصاویر پزشکی و ایجاد مدل‌های سه بعدی است. این نرم‌افزار از تصاویر سطح مقطع دو بعدی پزشکی مانند توموگرافی محاسباتی و تصویربرداری رزونانسی مغناطیسی، برای ایجاد مدل‌های سه بعدی استفاده می‌کند. این مدل‌های سه بعدی می‌توانند مستقیماً برای ساخت نمونه سازی سریع، مدل CAD، شبیه‌سازی‌های جراحی و تحلیل‌های مهندسی مورد استفاده قرار گیرند.

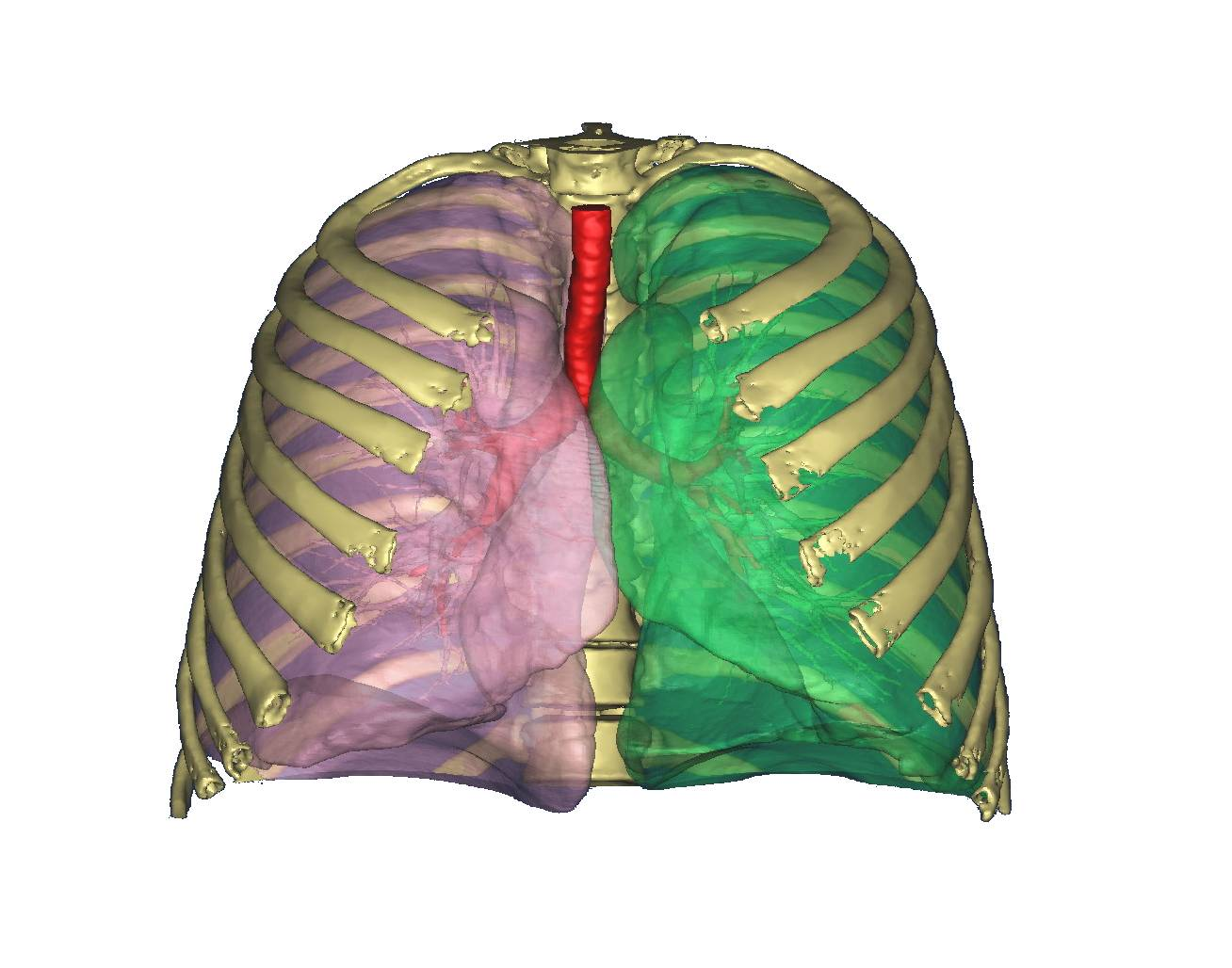
یک مدل سه‌بعدی ایجاد‌شده در Mimics